# پارک طبیعی روسنسکی لوم
پارک طبیعی روسنسکی لوم (به بلغاری: Природен парк Русенски Лом    ) یک منطقه حفاظت شده در شهرداری ایوانوو ، استان روسه ، شمال بلغارستان است. این پارک در 26 فوریه 1970، به منظور حفاظت از دره روسنسکی لوم ، آخرین شاخه سمت راست مهم دانوب، تأسیس شد.  مساحت این پارک ۳٬۴۰۸ هکتار (۱۳٫۱۶ مایل مربع) است. 
محوطه پارک در دوران ماقبل تاریخ ایجاد شده. بین قرن 12 و 14، در دوران امپراتوری دوم بلغارستان ، این منطقه برای راهبان جذاب شد و چندین صومعه-غار در آن تاسیس شد. در نتیجه به یک مرکز فرهنگی مهم تبدیل شد. پس از فتح منطقه توسط امپراتوری عثمانی ، آنها شروع به زوال کردند. بقایای صومعه‌ها اکنون بخشی از کلیساهای سنگ تراشی شده در سایت میراث جهانی  است و در داخل پارک قرار دارد. 
این دره ایزوله است و امکان ایجاد یک محیط طبیعی را فراهم می کند که ویژگی های جانوران و گیاهان مدیترانه و اروپای مرکزی را ترکیب می کند. بخش اعظم این منطقه را جنگل پوشانده است. 
پارک طبیعی یکی از جاذبه های گردشگری مهم است. عمده فعالیت های این پارک شامل بازدید از کلیساهای سنگ‌تراش، قایقرانی و بازدید از غارها است. 

## مراجع
1. ↑  "За парка" (به بلغاری). Rusenski Lom Nature Park. Retrieved 5 January 2017.
2. ↑  "Rusenski Lom Nature Park". Danube-Auen National Park. Retrieved 3 January 2017.
3. ↑  "Култура" (به بلغاری). Rusenski Lom Nature Park. Retrieved 10 January 2017.
4. ↑  "Природа" (به بلغاری). Rusenski Lom Nature Park. Retrieved 11 January 2017.
5. ↑  "Туризъм" (به بلغاری). Rusenski Lom Nature Park. Retrieved 11 January 2017.

الگو:Protected areas of Bulgaria